# Martín Lorenzini
Martín Lorenzini (Buenos Aires, 26 de setembre de 1975) és un jugador d'escacs argentí, que té el títol de Gran Mestre des de 2014.
A la llista d'Elo de la FIDE del juliol de 2020, hi tenia un Elo de 2414 punts, cosa que en feia el jugador número 32 (en actiu) de l'Argentina. El seu màxim Elo va ser de 2491 punts, a la llista de novembre de 2013 (posició 1022 al rànquing mundial).

## Resultats destacats en competició
Lorenzini va guanyar el Campionat de l'Argentina de 2011, que es va disputar el 2012.
Els anys 2010 i 2011 es proclamà campió de la ciutat de Córdoba, i el 2012 fou campió de la ciutat de Rosario, èxit que va repetir el 2013.
Va participar representant l'Argentina a l'olimpíada d'Istanbul 2012.